# 사천공항
사천공항(泗川空港, 영어: Sacheon Airport, IATA: HIN, ICAO: RKPS)은 경상남도 사천시 사천읍 구암리에 있는 공항으로 국내 공항 중 유일하게 공항에서 나오자마자 걸어서 바로 비행기 탑승이 가능한 공항이며 대한민국 대표 항공 기업인 한국항공우주산업 본사 옆에 위치하고 있다.

## 개요
한국항공우주산업이 사천공항을 활용해 항공정비사업 분야를 발전시키기 위해 노력하고 있음에도 불구하고 광동체 항공기 착륙 필수 조건인 3500m에도 못 미치는 2740m의 활주로 길이 때문에 광동체 항공기의 이착륙이 현재까지도 불가능한 상황이다.
그리고 이 공항은 대한민국 공군과 공용으로 사용하는 비행장으로서 지상 이동 중에 제3훈련비행단의 시설을 볼 수는 있으나 군사공항 특성상 사진과 동영상 촬영은 불가능하다.

## 역사
한국 전쟁 당시 대한민국 공군의 주요 전개 기지였다가 1969년에 사천비행장에 대한항공이 취항하면서 상업 운항을 시작한 뒤 1996년과 1997년에는 이용객 수가 무려 96만명을 넘어섰고 2000년에는 88만명에 이르렀으나 2001년 11월 29일에 통영대전고속도로 개통으로 이용객이 급감하면서 2009년에 연간 이용객 수 20만명이 무너졌다가 2019년에  20만명대를 회복했다.
물론 2020년과 2021년에는 코로나19 범유행의 여파로 이용객 수가 큰 폭으로 감소하기도 했지만 2022년부터 연간 이용객 수가 꾸준히 증가하더니 2024년에는 5년만에 20만명대를 돌파하는 기염을 토했다.

### 연혁
- 1969년 11월 : 대한항공 취항
- 1970년 2월 : 사천비행장 직제공포(교통부)
- 1973년 8월 ~ 1974년 10월 : 휴항 (여객청사 개축)
- 1975년 2월 : 대한항공 재취항
- 1990년 6월 : 한국공항공사 인수운영
- 1992년 4월 : 아시아나항공 정식 취항
- 1994년 7월 : 신청사 개관 운영
- 2000년 2월 8일 : 계기착륙시설(ILS)설비 운용
- 2010년 7월 1일 : 아시아나항공 사천 ~ 김포국제공항 노선 폐지
- 2010년 7월 2일 : 아시아나항공 사천 ~ 제주국제공항 노선 취항
- 2011년 10월 11일 ~ 11월 10일 : 코리아 익스프레스 에어 사천 ~ 제주국제공항 노선 주 3회 부정기 운항
- 2013년 4월 28일 : 중국남방항공 사천 ~ 상하이 전세편 노선 운항

## 운항 노선
| 항공사   | 목적지     |
| -------- | ---------- |
| 대한항공 | 제주       |
| 진에어   | 서울(김포) |

## 이용객 추이
| 연도       | 1997년  | 1998년  | 1999년  | 2000년  | 2001년  | 2002년  | 2003년  | 2004년  | 2005년  | 2006년  |
| ---------- | ------- | ------- | ------- | ------- | ------- | ------- | ------- | ------- | ------- | ------- |
| 운항(편수) | 6,485   | 6,144   | 6,428   | 6,610   | 6,965   | 6,485   | 6,314   | 4,865   | 3,311   | 2,442   |
| 여객 (명)  | 966,727 | 764,670 | 858,237 | 880,492 | 815,014 | 544,860 | 518,115 | 447,231 | 315,952 | 224,792 |
| 연도       | 2007년  | 2008년  | 2009년  | 2010년  | 2011년  | 2012년  | 2013년  | 2014년  | 2015년  | 2016년  |
| 운항(편수) | 2,235   | 2,322   | 2,358   | 1,983   | 1,788   | 1,826   | 1,714   | 1,802   | 1,814   | 1,822   |
| 여객 (명)  | 214,214 | 204,359 | 187,969 | 160,704 | 143,483 | 138,195 | 116,106 | 124,792 | 136,512 | 150,728 |
| 연도       | 2017년  | 2018년  | 2019년  | 2020년  | 2021년  | 2022년  |         |         |         |         |
| 운항(편수) | 1,869   | 1,912   | 1,937   | 320     | 2       | 1,350   |         |         |         |         |
| 여객 (명)  | 178,261 | 182,686 | 219,289 | 27,433  | 105     | 139,657 |         |         |         |         |

- 2001년 11월 29일부로 통영대전고속도로가 개통되면서부터 이용객이 지속적으로 감소함과 동시에 운항편수도 줄어들면서 2009년부터 2018년까지 연간 이용객 수가 10만명대로 감소했다가 2019년에 20만명대를 회복했고 2020년과 2021년에는 코로나19 범유행으로 연간 이용객 수가 큰 폭으로 감소하기도 했다. 그러나 2022년 약 14만명을 시작으로 2023년에는 약 19만명으로 올라서더니 2024년에는 24만명대로 올라서면서 2019년 이후 5년만에 20만명대를 회복했다.

## 같이 보기
- 대한민국의 공항